# HEAO-2
HEAO-2（High Energy Astrophysical Observatories-2）、またはアインシュタイン観測機（Einstein Observatory）はX線ミラーを積んだ初のX線天文衛星。NASAのHEOA計画の2機目。1978年11月13日に打ち上げられた。
打ち上げ前にHEAO Bと名づけられ、予定軌道に達した後、アルベルト・アインシュタインに因み、アインシュタイン観測機と改名された。1982年3月25日、大気圏再突入。

## 観測機器
HEAO-2はヴォルター望遠鏡を搭載し、それまでの数百倍以上の感度で観測データが得られた。